# Aktinidie lahodná

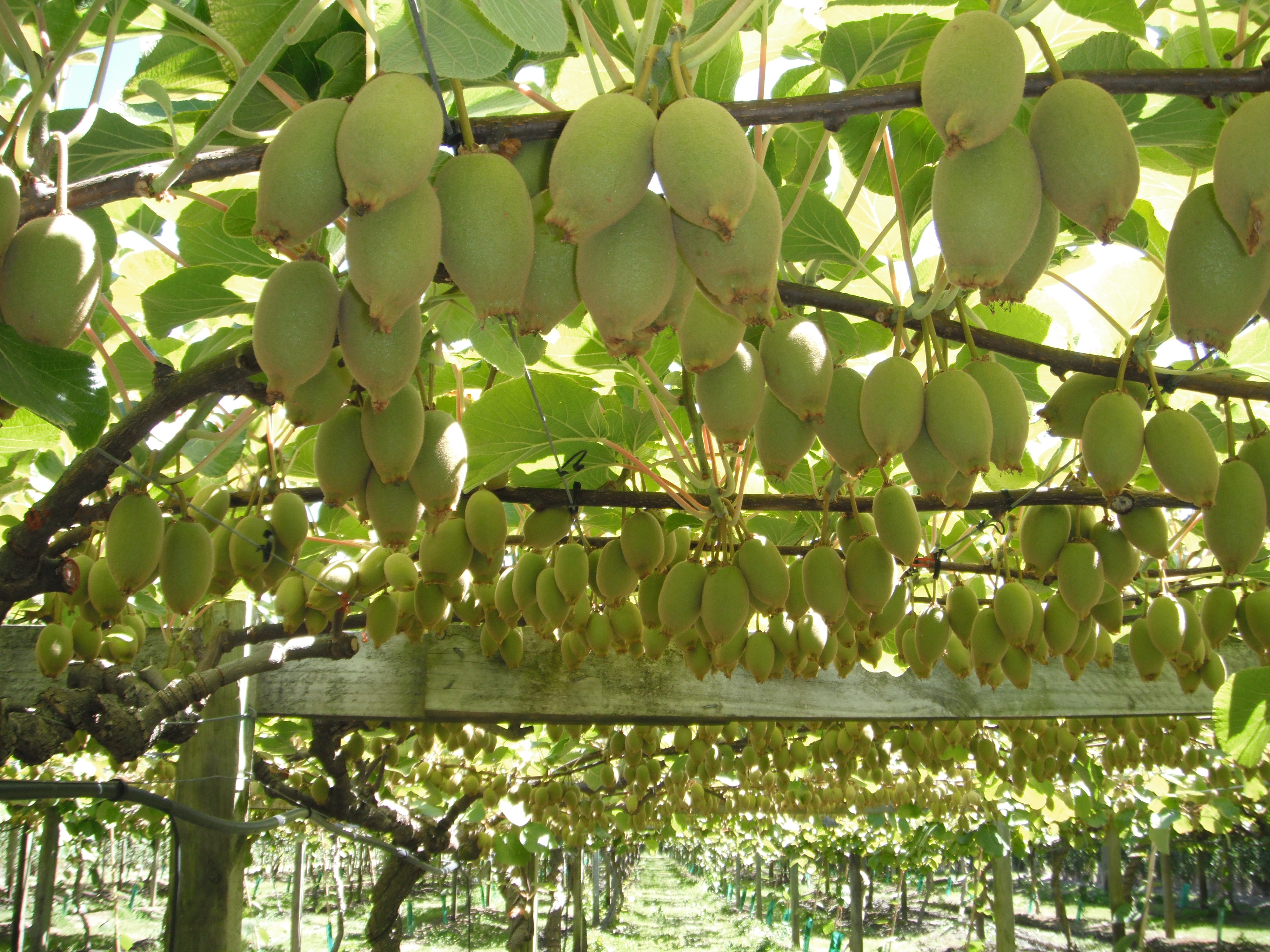
Plantáž aktinidie lahodné s plody

Aktinidie lahodná (Actinidia deliciosa) je opadavá, dvoudomá, bujně rostoucí keřovitá liána pocházející z jižní Číny, kde se dosud přirozeně vyskytuje v horských lesích s nadmořskou výškou 800 až 2000 m v oblastech podél Žluté řeky. Na samičích rostlinách vyrůstající plody jsou dužnaté bobule známé pod jménem Kiwi, kvůli kterým byly rostliny rozšířeny do mnoha zemí.

## Rozšíření
Dřeviny jsou součásti původních lesních porostů v čínských provinciích Čchung-čching, Che-nan, Chu-nan, Chu-pej, Jün-nan, Kan-su, Kuang-si, Kuang-tung, Kuej-čou, S’-čchuan, Šan-tung a Ťiang-si a jsou také často kultivované i v jiných oblastech. Semena aktinidie lahodné byla z Číny dovezena roku 1904 na Nový Zéland, kde rostliny poprvé plodily roku 1910. Nato podstoupily šlechtění a v roce 1924 byl zahradníkem Haywardem Wrightem získán kultivar 'Hayward', který je dosud nejšířeji pěstovaným.
Původně byly vysazovány jen v místních zahradách a až po roku 1940, kdy v důsledku 2. světové války byl z jihovýchodní Asie zastaven dovoz ovoce na Nový Zéland, začaly být plody komerčně pěstovány na plantážích. Pro snazší proniknutí na světové trhy dostalo ovoce roku 1974 marketingový obchodní název Kiwi po kultovním, endemickém nelétavém ptáku kivi. Mimo zplanění a rozšíření do novozélandských lesů je aktinidie lahodná vysazována v  subtropickém a tropickém pásmu téměř po celém světě. Tyto rostliny však již nepocházejí z Číny, ale jsou potomky šlechtěnců z Nového Zélandu.

## Ekologie
Aktinidie lahodná je schopná se přizpůsobit subtropickému kontinentálnímu nebo středomořskému klimatu a v tropech i horskému. Požaduje v zimním období jisté množství chladu, který je předpokladem úspěšného růstu a hlavně plodnosti, nejlépe se ji daří v podhůří nebo horách subtropů. V době vegetačního klidu je značně mrazuvzdorná, původní rostliny snesou až -24 °C, pěstované odrůdy pouze okolo -16 °C. Na jaře jsou však citlivé, narašené pupeny odolají jen -4 °C. Ploidie druhu je 2n = 174.
Potřebuje dobře osluněné stanoviště s propustnou, lehkou půdu s dostatkem humusu a neutrální reakci (pH 6,5 až 7). V období růstu žádá hodně vláhy, nedostatek snižuje výnosy stejně jako déšť v době kvetení, ideální množství je okolo 1500 mm srážek ročně (v ČR asi 650 mm). Nevhodná jsou stanoviště s vysokou hladinou podzemní vody.

## Popis
Vytrvalá, dvoudomá, bujně rostoucí liána keřovitého vzrůstu s ovíjivými, dřevnatějícími výhony dlouhými až 9 m, která roste z rozložitého kořenového systému s početnými vlasovými kořínky. Rašící pruty jsou tmavě červené a plstnaté, starší mají barvu šedě hnědou, případně nazelenalou a narostou za den až 5 cm. Jsou střídavě porostlé opadavými, kožovitými listy s dlouhými řapíky, jejich okrouhlé čepele se srdčitou bázi bývají 7 až 20 cm dlouhé a 7 až 16 cm široké, vrcholek mají uťatý či ostře špičatý a okraj v horní části drobně pilovitý. Mají 6 až 8 párů žilek, na líci jsou tmavě zelené, na rubu mají vyniklé střední žebro i žilky a jsou bělavě nebo nahnědle pýřité.
Květy aktinidie lahodné jsou nejčastěji funkčně jednopohlavné, jen výjimečně oboupohlavné, bývají velké až 5 cm, jsou oranžovožluté nebo krémové, mírně voní a mají asi 1 cm dlouhé stopky. Nejčastěji vyrůstají samčí květy ve vrcholičnatém květenství po třech a samičí květy osamoceně. Květy mívají pět až šest kališních lístků široce vejčitých, 0,5 až 1 cm velkých. Stejný počet bývá nestejně velikých, střechovitě překrytých, široce vejčitých korunních lístků s krátkým nehtíkem a okrouhlým vrcholem, které jsou velké 1 až 2 cm. V květech jsou chomáčky tyčinek s asi 1 cm dlouhými nitkami nesoucí žluté prašníky a žlutý, kulovitý, mnohodílný semeník s mnoha čnělkami. V samičích květech jsou prašníky menší a neobsahují pyl, v samčích je semeník s čnělkami zakrslý.
Květy produkují málo nektaru a nejsou pro opylovače, hlavně včely, příliš atraktivní, na opylení se často podílí i vítr. Na jedné rostlině všechny květy vykvetou v rozmezí pěti dnů, samčí kvetou 10 až 18 dnů, samičí 8 až 12. Samičí květ obsahuje velké množství semenných zárodečných buněk, čím se jich více opylí, tím plod obsahuje více semen a je větší a těžší. Při komerčních výsadbách se sází jedna samčí rostlina na osm až deset samičích, průměrně však bývá opyleno pouze 10 až 15 % z rozkvetlých květů.
Plody jsou 5 až 6 cm velké hnědé bobule kulovitého, válcovitého nebo vejčitého tvaru, v mládi bývají hustě rezavě chlupaté a později částečně olysané, mají početné hnědavé lenticely a na konci vytrvalý kalich. Obsahují četná malá, černá semena obalená jedlým, dužnatým, zeleným oplodím. Dužina obsahuje vitamín C, vitamín E a řadu vitamínů skupiny B, jakož i železo, fosfor, draslík a další. Chlupy z povrchu bobulí obsahují enzym aktinidin, který u citlivých lidí může podráždit sliznici v hrdle. Další využití plodů viz článek kiwi.

## Pěstování
Rostliny se v přírodě množí rozrůstáním kořenového systému nebo semeny, která po stratifikaci vyklíčí za dva až tři týdny, jen v 10 až 25 % vyrostou semenáče samičího pohlaví. Při množení ze semen jsou potomci značně nevyrovnaní a v zahradnické praxi se mladé rostliny získávají řízkováním bylinnými, polovyzrálými či kořenovými řízky, nebo roubováním a očkováním semenáčů ve věku jednoho roku, nověji také metodou ex vitro, pomoci vegetačních pupenů samičích rostlin.
Rostliny začínají plodit již ve věku čtyř let, plně v osmi až deseti, v dobrých podmínkách dává jedna rostlina až 25 kg ovoce. Pro zachování dostatečně tvorby květů nutno rostliny v období vegetačního klidu prořezávat.

## Taxonomie
Rostlina byla poprvé popsána v roce 1940 jménem Actinidia latifolia var. deliciosa, které bylo postupně změněno na Actinidia deliciosa. Taxonomické zatřídění není dosud ustáleno, např. podle The Plant List je Actinidia deliciosa platné jméno, podle Catalogue of Life je synonymem pro Actinidia chinensis var. hispida, podle KEW je synonymem pro Actinidia chinensis var. deliciosa a ITIS výraz Actinidia deliciosa vůbec nezná.

## Galerie

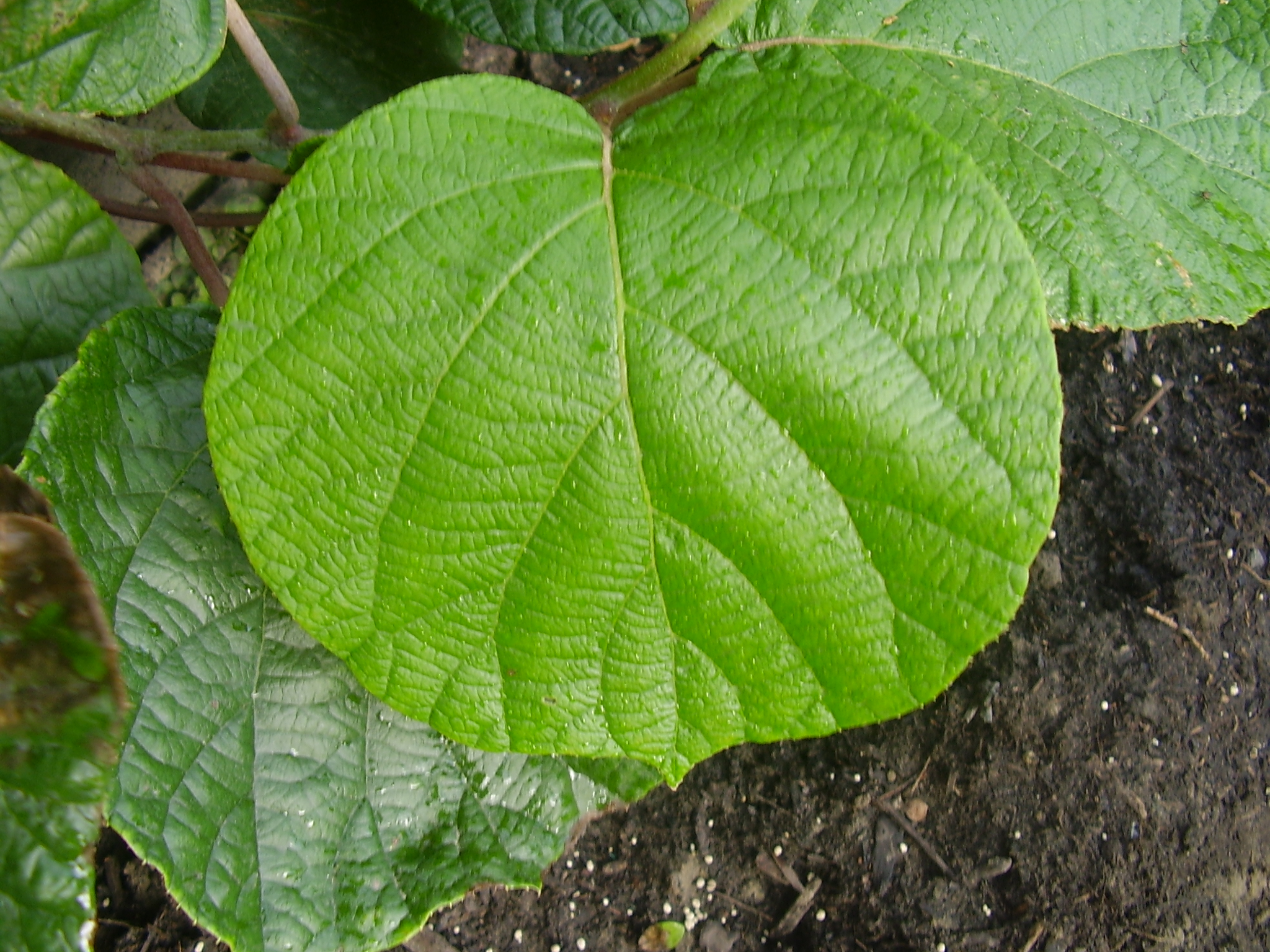
List
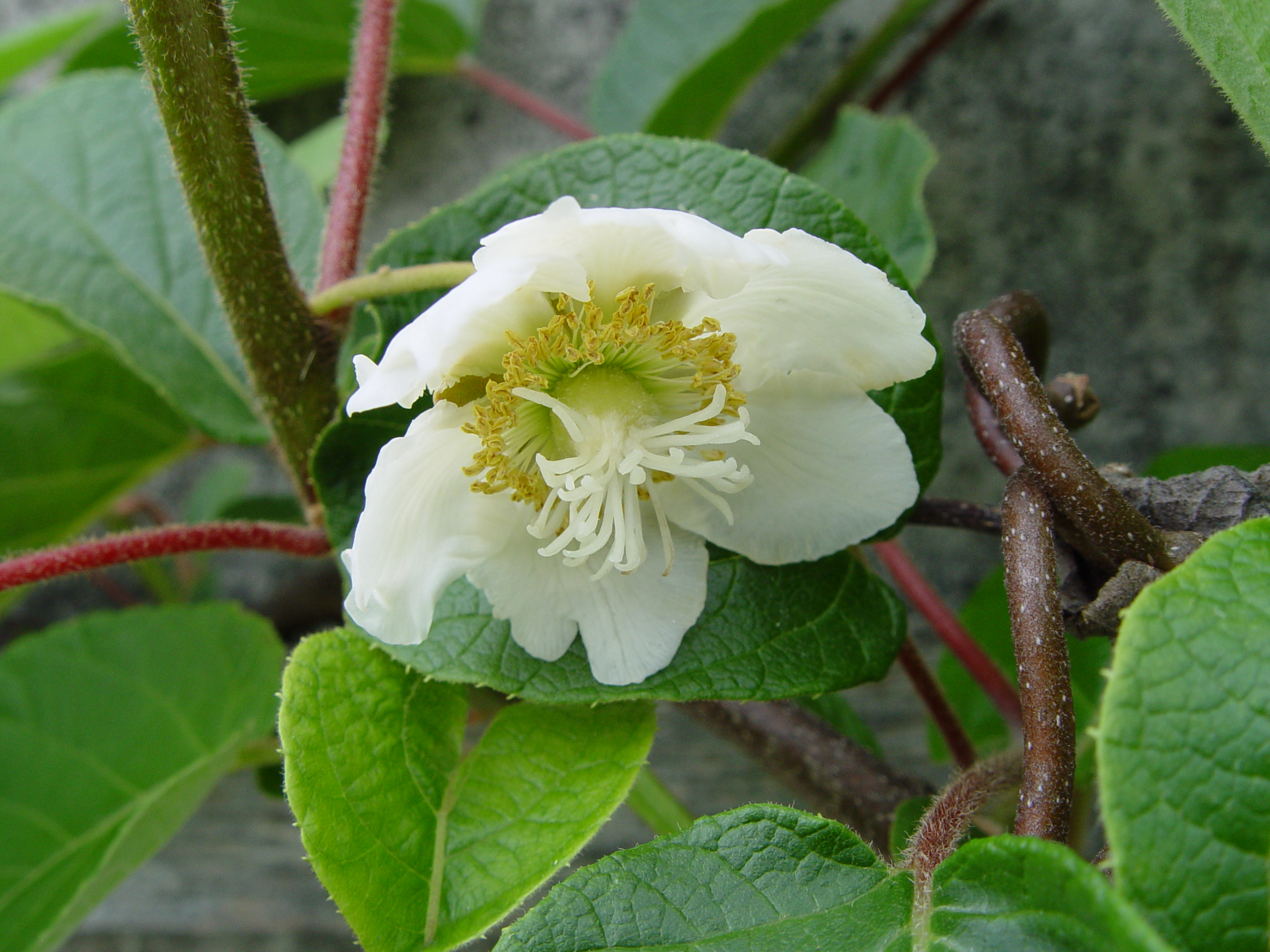
Samičí květ
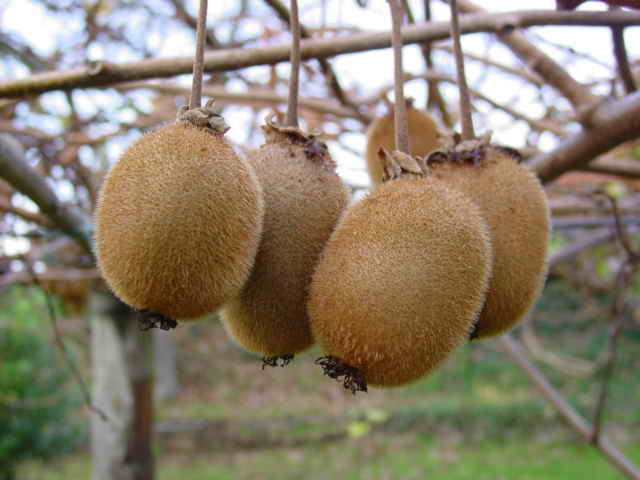
Plody
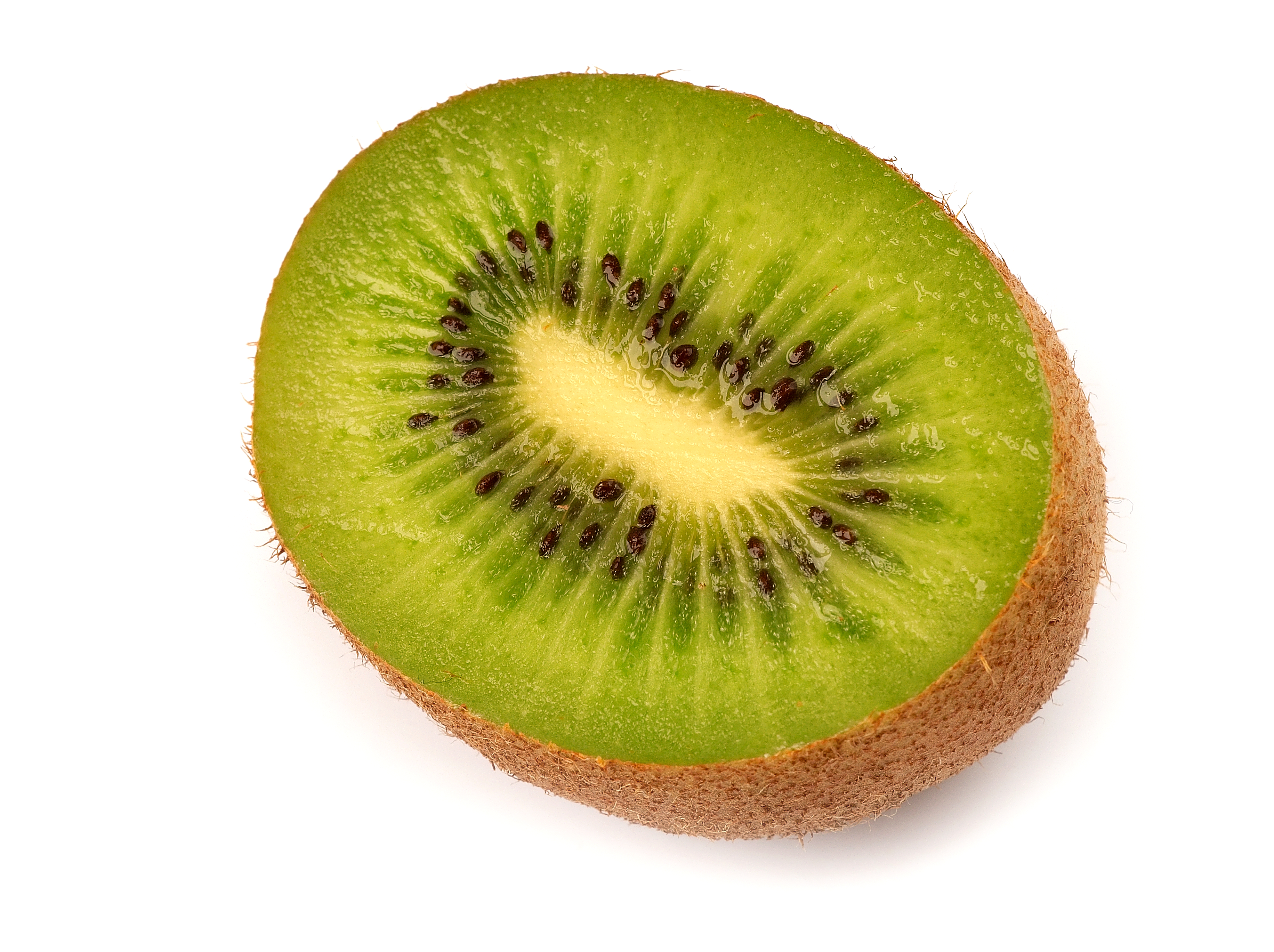
Semena v dužnatém oplodí